# Menhirs de la Fage
Les menhirs de la Fage sont des menhirs situés aux Bondons, en France,.

## Localisation
Les menhirs sont situés sur la commune des Bondons, dans le département français de la Lozère.

## Historique
Les menhirs sont inscrits au titre des monuments historiques en 1941,.